# Deoxys
Deoxys (デオキシス?, Deokishisu) è un Pokémon base della terza generazione di tipo Psico. Il suo numero identificativo Pokédex è 386.
Ideato dal team di designer della Game Freak, Deoxys fa la sua prima apparizione nel 2003 nei videogiochi Pokémon Rubino e Zaffiro e compare inoltre nei titoli successivi, in videogiochi spin-off, nei film, nel Pokémon Trading Card Game e nel merchandising derivato dalla serie. È il protagonista del lungometraggio Pokémon: Destiny Deoxys. Due esemplari di Deoxys sono inoltre presenti nel manga Pokémon - La grande avventura.
Il Pokémon misterioso possiede quattro differenti forme che differiscono sia per aspetto che per statistiche. Nei titoli della terza generazione la forma di Deoxys dipende dalla versione, mentre a partire dalla quarta generazione è possibile far mutare le caratteristiche del Pokémon.

## Descrizione
Deoxys è un Pokémon misterioso basato sul DNA. Nel Pokédex la sua origine è imputata alla mutazione genetica di un virus proveniente dallo spazio, causata dall'esposizione ai raggi laser. È dotato di una grande intelligenza e di poteri psichici.
Deoxys possiede quattro forme differenti che differiscono per aspetto e statistiche: la Forma Normale, la Forma Attacco, la Forma Difesa e la Forma Velocità, introdotta solo a partire dalla quarta generazione. Nei titoli della terza generazione le singole forme erano disponibili rispettivamente per i videogiochi Pokémon Rubino e Zaffiro, Pokémon Rosso Fuoco, Pokémon Verde Foglia e Pokémon Smeraldo. La Forma Normale è inoltre presente in Pokémon Colosseum e Pokémon XD: Tempesta Oscura. A partire dalla quarta generazione è possibile, nelle regioni di Kanto, Sinnoh, Unima e Kalos, utilizzare liberamente una delle quattro versioni, sebbene non sia possibile variare forma durante il combattimento.

Versione Normale
Versione Attacco
Versione Difesa
Versione Velocità

## Apparizioni

### Videogiochi
Nei videogiochi Pokémon Smeraldo e Pokémon Rosso Fuoco e Verde Foglia, è possibile catturare Deoxys sull'Isola Materna, accessibile solamente se si è in possesso dello strumento Biglietto Aurora. In Italia tale oggetto è stato distribuito nel corso del Pokémon Day 2005.
Per tutti i titoli della terza generazione è stato possibile ottenere il Pokémon sia nei Paesi Bassi che negli Stati Uniti d'America nel corso del 2006.
Nelle versioni Diamante, Perla e Platino Deoxys non è presente, tuttavia è possibile trasferirlo dai titoli della terza generazione. Nei primi due titoli è stato inoltre possibile ricevere il Pokémon misterioso dotato dello strumento Gelomai (NeverMeltIce) in Giappone e negli Stati Uniti, rispettivamente nel 2007 e nel 2008. Deoxys è stato distribuito anche in Corea del Sud, tuttavia questo Pokémon è in possesso di una bacca (Baccapitaya o Baccalongan).
Nei videogiochi citati sarà possibile scegliere la forma del Pokémon inserendolo nella propria squadra ed esaminando uno dei quattro meteoriti situati ad est di Rupepoli. I meteoriti a sud-ovest e a sud-est faranno assumere l'aspetto e le statistiche, rispettivamente, della forma Attacco e di quella Difesa. Se verrà analizzato il meteorite posizionato più a nord Deoxys muterà nella forma Velocità, mentre la rimanente forma di Deoxys è ottenibile esaminando il meteorite situato al centro.
In Pokémon Oro HeartGold e Argento SoulSilver i meteoriti sono posizionati nei pressi del Percorso 3. Partendo da nord-ovest e procedendo in senso orario è possibile far assumere a Deoxys le forme Normale, Attacco, Velocità e Difesa.
Nel 2012 e nel 2013 sono stati distribuiti altri esemplari per le versioni Nera 2 e Bianca 2. In questi titoli ed in Pokémon Nero e Bianco è possibile far mutare forma del Pokémon all'interno del Museo di Zefiropoli.
Nei videogiochi Pokémon X e Y i meteoriti per ottenere le diverse forme di Deoxys sono custoditi all'interno del Laboratorio Fossili di Petroglifari. Nelle versioni Sole e Luna sono situati nell'Osservatorio Hokulani situato in cima al Picco Hokulani.
In Pokémon Rubino Omega e Zaffiro Alpha Deoxys può essere affrontato durante l'Episodio Delta dopo aver catturato Rayquaza presso la Torre dei Cieli. È possibile sfidare nuovamente il Pokémon misterioso in cima alla torre dopo aver sconfitto la Lega Pokémon.
È inoltre disponibile nei videogiochi Pokémon Mystery Dungeon: Squadra rossa e Squadra blu, al ventesimo piano della Grotta Meteora, e nel sequel, Pokémon Mystery Dungeon: Esploratori del tempo ed Esploratori dell'oscurità, in cui è ottenibile nella Collina Folgore disponendo di Lastraenigma o di Pezzoenigma.
In Pokémon Ranger è presente all'interno del Tunnel Borgunnia.
Deoxys appare anche nei videogiochi Super Smash Bros. Brawl e Super Smash Bros. per Nintendo 3DS e Wii U, all'interno di una Poké Ball, usando la mossa Iper Raggio. In PokéPark Wii: La grande avventura di Pikachu Deoxys è uno dei Pokémon presenti nel supergioco "Corsa tra le nubi di Rayquaza".

### Anime
Deoxys appare per la prima volta nel corso del lungometraggio Pokémon: Destiny Deoxys. Nel film il Pokémon assume un ruolo da protagonista ed ingaggia una battaglia contro il Pokémon leggendario Rayquaza. Poiché la pellicola è stata distribuita prima del videogioco Pokémon Smeraldo, Deoxys è visibile solamente nelle forme Normale, Attacco e Difesa.
Nell'episodio Un Deoxys in crisi (Pokémon Ranger - Deoxys Crisis!) Deoxys è presente anche nella forma Velocità.
In Dispersi sull'isola deserta (Cheers on Castaways Isle!) è presente in tutte le sue forme.